# سلطان تاكر
سلطان تاكر (بالإنجليزية: Sultan Tucker)‏ هو منافس ألعاب قوى ليبيري، ولد في 24 أكتوبر 1978.

## وصلات خارجية
- سلطان تاكر على موقع الاتحاد الدولي لألعاب القوى (الإنجليزية)
- سلطان تاكر على موقع أوليمبيديا (الإنجليزية)